# Мир у Бервику
Мир у Бервику потписан је 1357. године у Бервику између Краљевине Енглеске и Краљевине Шкотске чиме су окончани Шкотски ратови за независност.

## Мир
Давид II Шкотски, кога су Енглези заробили у бици код Невил кроса 1346. године се обавезао да плати откуп од 100.000 меркса у ратама следећих десет година. Извршио је само прве две исплате након чега више није био у могућности да исплаћује рате. Миром у Бервику је Дејвид признао Едварда III као наследника што становници Шкотске нису задовољно примили о чему сведоче стални напади. Питање наследства је решено када је Роберт II Стјуарт 1371. године преузео шкотски престо.